# Westendorf (Autriche)
Pour les articles homonymes, voir Westendorf.
Westendorf est une commune autrichienne du district de Kitzbühel dans le Tyrol.

## Géographie

### Montagnes
Les plus importantes sont le Hohe Salve (1828 m), le Steinbergstein (2215 m), le Kröndlhorn (2444& m) et le Brechhorn (2032 m).